# Jerzy Karadziordziewić
Jerzy Karadziordziewić, Đorđe Karađorđević (ur. 8 września 1887 w Cetynii, zm. 17 października 1972 w Belgradzie) – książę serbski, następca tronu Serbii w latach 1903–1909.

## Życiorys
Był jednym z pięciorga dzieci i najstarszym synem króla Serbii Piotra I i królewny Zorki Czarnogórskiej. Do śmierci swej matki (1890) wychowywał się na dworze dziadka, Mikołaja I w czarnogórskiej Cetynii, potem przebywał w Rosji, gdzie uczęszczał do szkoły kadetów w Sankt Petersburgu. Po objęciu tronu Serbii przez ojca Piotra Karadziordziewicza został proklamowany następcą tronu.
Dziordzie cierpiał na silne zaburzenia psychiczne (w napadzie szału skopał na śmierć jednego ze służących) i po sześciu latach jako następca tronu zrzekł się praw do tronu (15 marca 1909) na rzecz młodszego brata Aleksandra, ale pozostawiono mu tytuł książęcy i apanaże. Brał udział jako oficer armii serbskiej w wojnach bałkańskich i w I wojnie światowej. W roku 1925 brat Aleksander, wówczas już król SHS, nakazał go zamknąć w szpitalu dla umysłowo chorych. Po zabójstwie brata w Marsylii w roku 1934 ks. Dziordzie miał nadzieję na uwolnienie ze stałej kurateli, ale nowy regent Jugosławii, kuzyn Paweł oraz królowa-wdowa Maria wtrącili go do więzienia, gdzie przebywał do inwazji niemieckiej w roku 1941.
Nie niepokojony ani przez okupacyjny reżym hitlerowski po inwazji na Jugosławię, ani przez komunistyczny rząd Tity, ks. Dziordzie spędził resztę życia jako rencista w swym dwupokojowym mieszkanku w Belgradzie. Jako już starszy człowiek poślubił Radmilę Radonić (1907–1993), z zawodu sędzię. Potomstwa nie mieli. Pozostawił wspomnienia Istina o mom životu (Prawda o mym życiu, Belgrad 1969 i 1988). Pochowany wraz z żoną w krypcie Karadziordziewiciów w ufundowanej przez przodka Karadziordzia cerkwi św. Jerzego w Topoli w Serbii.
Nieco światła na stosunki w serbskiej rodzinie królewskiej i wzajemne uczucia Dziordzia, Aleksandra i Pawła rzucają wspomnienia szwedzkiego (właściwie: papieskiego) dyplomaty, markiza Lagergrena, który na wiosnę roku 1908 spędził parę miesięcy w Belgradzie i zapoznał się z konfliktami w rodzinie Karadziordziewiciów: w serbskiej rodzinie królewskiej panowała nienawiść i niezgoda. Książęta Dziordzie i Aleksander nienawidzili się nawzajem z całego serca, ale obaj zgodnie i szczerze, szczególnie Dziordzie, nienawidzili swego kuzyna, małego księcia Pawła, którego Dziordzie tłukł, gdy tylko nadarzała się okazja. [...] Paweł bał się swego kuzyna następcy tronu i bladł, gdy tylko była o nim mowa. Te rodziny panujące w Serbii i Czarnogórze przypominały mi książęce rody Italii w czasach renesansu, takie jak Medyceusze, Sforzowie czy Malatesta – te same przywary, ta sama nienawiść wewnętrzna, te same nieograniczone ambicje, które prowadzić mogły do bratobójstwa.